# Krishna Bharat
Krishna Bharat (7 gennaio 1970) è un informatico e ingegnere indiano naturalizzato statunitense noto, in particolare, per essere il fondatore di Google News.
Bharat, inoltre, è consigliere fondatore di Grokstyle Inc, una società di ricerca visiva acquisita da Facebook, e Laserlike Inc., una startup di motori di ricerca basata su Machine Learning che è stata acquisita da Apple.
Per la società Google, con sede a Mountain View, ha guidato un team che ha sviluppato Google News, un servizio che indicizza automaticamente oltre 25.000 siti web di notizie in più di 35 lingue. Afferma di averlo creato a seguito degli attentati dell'11 settembre 2001 al Word Trade Center per tenersi al corrente con gli sviluppi della vicenda. Tra gli altri progetti, ha aperto il centro di ricerca e sviluppo di Google in India a Bangalore.
Fa parte del Board of Visitors della Columbia Journalism School e della John S. Knight Journalism Fellowships di Stanford.

## Biografia
Krishna Bharat è cresciuto a Bangalore, una corporazione municipale dell'India meridionale.
Ha completato gli studi presso la St. Joseph's Boys' High School di Bangalore e ha conseguito una laurea in informatica presso l'Indian Institute of Technology di Madras (Chennai). Successivamente ha conseguito un dottorato di ricerca al Georgia Institute of Technology in Human Computer Interaction.
Prima di entrare in Google nel 1999, ha lavorato presso il DEC Systems Research Center dove, con George A. Mihăilă, ha sviluppato l'algoritmo Hilltop.
In Google ha sviluppato il cosiddetto LocalRank, che può essere considerato un adattamento di Hilltop.
Ha lavorato alla ricerca web e all'estrazione di informazioni presso Google tra il 1999 e il 2015, anno in cui ha lasciato la società per diventare consigliere-fondatore di Laserlike, una startup di software di apprendimento automatico.
Bharat è tornato a far parte di Google a luglio 2019 come ricercatore.

## Premi
Nel 2003 ha ricevuto il World Technology Award per i media e il giornalismo.
Nel 2015 ha ricevuto il Distinguished Alumnus Award dall'Indian Institute of Technology Madras.